# 鬼臼毒素
鬼臼毒素，也称普达非洛，是一种非生物碱类木脂素类毒素，提取自鬼臼的根茎。其乙醇溶液和软膏的商品名分别为慷定来和化疣敵，可作为外用药物，用于治疗由人类乳头瘤病毒引起的尖锐湿疣。鬼臼毒素及其合成衍生物（如依托泊苷和替尼泊苷等）在抗病毒和抗肿瘤制剂等医疗应用上显示出广泛选择性。其抗癌活性已充分研究；在肺癌，淋巴瘤和生殖肿瘤的化疗中使用。
历史上，从鬼臼和桃兒七中提取的鬼臼树脂也被作为药物使用。
它被列入世界卫生组织基本药物标准清单，属基本医疗卫生系统所需要的最重要药物之一。